# Christmass
Christmass es un álbum recopilatorio del músico y compositor estadounidense Frank Black. Fue lanzado a través de Internet en diciembre de 2006 y en formato de CD y DVD el 5 de febrero de 2007. El álbum consiste en canciones en directo y de estudio de canciones antiguas y nuevas. 

## Lista de canciones
- CD
  1. "(Do What You Want) Gyaneshwar" - 2:55
  2. "Bullet" - 2:59
  3. "I Burn Today" - 3:20
  4. "Wave Of Mutilation" - 1:59
  5. "Living On Soul" - 2:56
  6. "She's My Way" - 3:47
  7. "Massif Centrale" - 5:11
  8. "Where Is My Mind?" - 3:21
  9. "Raider Man" - 2:22
  10. "Demon Girl" - 4:00
  11. "Dead Man's Curve" - 2:43
  12. "Cactus" - 2:46
  13. "Six-Sixty-Six" - 1:57
  14. "Radio Lizards" - 2:47
  15. "Don't Get Me Wrong" - 3:59 (coescrita con Reid Paley)
  16. "All Around The World" - 3:25
  17. "Nadine" - 3:41
  18. "Manitoba" - 3:24
  19. "The Water" - 4:05
  20. "Song Of The Shrimp" - 9:28

- DVD
  1. "Los Angeles" - 3:39
  2. "Brackish Boy" - 1:26
  3. "I Burn Today" - 3:20
  4. "Cactus" - 2:32
  5. "Nadine" - 2:23
  6. "The Holiday Song" - 2:30
  7. "Sing For Joy" - 4:20
  8. "Dead Man's Curve" - 2:48
  9. "California Bound" - 3:24
  10. "Ed Is Dead" - 1:50
  11. "My Life Is In Storage" - 4:32
  12. "Two Reelers" - 3:05
  13. "Whiskey In Your Shoes" - 3:03